# Pierre Moulaert
Pierre Moulaert (Sint-Gillis, 24 september 1907 – Ukkel, 13 november 1967) was een Belgisch componist, muziekpedagoog, violist en muziekcriticus. Hij was de zoon van Raymond Moulaert, eveneens componist, muziekpedagoog en pianist.

## Levensloop
Moulaert studeerde vanaf 1922 aan het Koninklijk Conservatorium van Brussel bij zijn vader, Joseph Jongen en Léon Du Bois. Een tijdlang was hij als violist actief in het orkest van de Koninklijke Muntschouwburg. Vanaf 1935 was hij muziekcriticus van La Dernière Heure en werd in 1937 docent voor solfège aan het Koninklijk Conservatorium Brussel. Van 1964 tot 1967 was hij docent voor harmonie aan dit instituut. Van 1953 tot 1962 was hij directeur van de Gemeentelijke Muziek-Academie van Ukkel.
Als componist schreef hij werken voor orkest en kamermuziek alsook werken voor het muziektheater en films.

## Composities

### Werken voor orkest
- 1937 Sinfonietta, voor kamerorkest
- 1940 Passepied en rondo
- 1954 Concert, voor dwarsfluit, hobo en strijkorkest
- 1956 Sérénade
- 1961 Petite musique concertante
- 1964 Séquences

### Muziektheater

#### Balletten
| Voltooid in | titel             | aktes | première | libretto | choreografie |
| ----------- | ----------------- | ----- | -------- | -------- | ------------ |
| 1940        | Mouvements valsés |       |          |          |              |
| 1954        | Le bal de l'Opéra |       |          |          |              |
| 1960        | Le portrait ovale |       |          |          |              |

#### Toneelmuziek
- 1955 La belle au bois dormant
- 1958 Peau d'ours
- 1961 Richard II
- 1965 Hamlet

### Vocale muziek

#### Werken voor koor
- 1958 Sur la nuit, voor gemengd koor a capella

### Kamermuziek
- 1932 Marche pour le cortège électrique, voor instrumentaal ensemble
- 1940 Passepied en rondo, voor dwarsfluit, hobo, klarinet, hoorn en fagot
- 1956 Strijkkwartet
- 1964 Etude nr. 7, voor 2 pauken en piano

### Werken voor piano
- 1938 Prélude
- Marche des peuples libres

### Filmmuziek
- 1945 Symphonie paysanne (Boerensymfonie)
- 1946 Les terroristes
- 1947 Le pèlerin de l'enfer
- 1949 L'Équateur aux cent visages
- 1953 Bongolo